# Téa Cléante
Téa Cléante, née le 15 avril 2006, est une joueuse française de basket-ball. Elle évolue au poste de meneuse. Elle évolue actuellement à l'ASVEL Lyon.

## Biographie
Considérée comme l'une des plus grandes espoirs de sa génération, elle s'est illustrée dès ses jeunes années avec les équipes nationales françaises jeunes en remportant plusieurs titres majeurs. En 2020, elle entre à l'INSEP avec un an d'avance.
En mai 2024, elle signe son premier contrat professionnel avec l'ASVEL Lyon pour une durée de trois ans, mais son contrat est racheté à l'été 2025 par les Nittany Lions de Penn State en NCAA.

## Palmarès

### En sélection
- Championnat d'Europe U18 : 2ème en 2023, Championne d’Europe en 2024[5]
- Coupe du Monde U17 : 3ème en 2022
- Championnat d'Europe U16 : 2022